# Listă de prefecți români

## Alba
- Ioan Rus (2000-2003) [1]
- Mugurel Liviu Sârbu (2003-2004) [1][2][3]
- Cornel Bardan
- Dan Simedru-Coriolan (12 mai 2012 -)
- Cozuc Flaviu-Mircea (24 Octombrie 2012-09 Ianuarie 2013)
- Nicolae Albu (10 decembrie 2019 -)

## Arad
- Stoian Gheorghe (10 decembrie 2019 -04 Martie 2021)
- Csaba Toth (04 Martie 2021-)

## Argeș
- Petrișor Berevoianu
- Cristian Soare (12 mai 2012 -)
- Emilian Dragnea (-2019)
- Emanuel Soare (2019-2021)
- Emilia Mateescu (2021-2021)
- Radu Perianu (2021-)

## Bacău
- Neculai Olaru (3 iulie 2010 -)[4]
- Tudorița Lungu
- Claudiu Șerban (12 mai 2012 -)
- Alexandru-Liviu Miroșeanu (10 decembrie 2019 - 06 Ianuarie 2022)
- Lucian-Gabriel Bogdanel (06 Ianuarie 2022-)

## Bihor
- Ioan Mihaiu
- Dumitru Țiplea (18 decembrie 2019 -)

## Bistrița-Năsăud
- Viorel Pupeză (2000-2007)
- Florian Daniel-Cristian
- Nastasia Bob (12 mai 2012 -)
- Ovidiu-Victor Frenț (18 februarie 2016 -)
- Stelian-Nechita Dolha (10 decembrie 2019 -)

## Botoșani
- Cristian Roman [5]
- Adrian Constantinescu (12 mai 2012 -)
- Dan Constantin Șlincu
- Alexandru-Valentin Colbu (10 decembrie 2019 -)

## Brașov
- Ion Gonțea
- Mihai Mohaci (12 mai 2012 -)
- Marian Iulian Rasaliu
- Mihai-Cătălin Văsii ()

## Brăila
- Dumitru Popa (octombrie 2009 – mai 2012)
- Mihaela Marcu (mai 2012 - octombrie 2012) [6]
- George - Adrian Paladi
- Cătălin Boboc (11 decembrie 2019 -)

## București
- Lista prefecților Bucureștiului

## Buzău
- Paul Beganu (2012) [7][8][9]
- Gabriel Baltă (12 mai 2012 -)
- Carmen Adriana Ichim
- Leonard Dimian (11 decembrie 2019 - 4 ianuarie 2021)

## Caraș-Severin
- Maftei Lupu (iulie 2017 - 5 decembrie 2019)
- Florența-Maria Albu (decembrie 2019 -)

## Călărași
- Emil Mușat(martie 2011-12 mai 2012)
- George Iacob (12 mai 2012 -13 ianuarie 2020)
- Marian Stoica (13 ianuarie 2020 -)

## Cluj
- Alin Tișe (1 ianuarie 2006 - 24 octombrie 2007) [nefuncțională]
- Călin Gavril Platon (24 octombrie 2007 - 19 februarie 2009)
- Florin Stamatian (19 februarie 2009 -) [nefuncțională]
- Ioan Aurel Cherecheș (7 august 2017 -)
- Mircea Abrudean (13 decembrie 2019 -)

## Constanța
- Claudiu Palaz (2 octombrie 2009 - 24 aprilie 2012) [10][11]
- Bogdan Huțucă (12 mai 2012 -)
- Ioan Albu ()
- Dumitru Jeacă (2 august 2018 -)
- George-Sergiu Niculescu (decembrie 2019 -)
- Silviu-Iulian Coșa (15 octombrie 2020 - )[12]

## Covasna
- Ervin György Ervin
- Codrin Munteanu (12 mai 2012 -)
- Sebastian Cucu (18 decembrie 2014 -)
- Iulian-Constantin Todor (13 decembrie 2019 -)

## Dâmbovița
- Aurelian Popa [13]
- Caracota Iancu
- Victor Sanda (2012-2014) [14]
- Ioan-Sorin Marinescu [15][16]
- Antonel Jîjîie (februarie 2016 -ianuarie 2020)
- Aurelian Popa (ianuarie 2020-)

## Dolj
- Nicolae Giugea
- Elena Costea (12 mai 2012 -)
- Dan Narcis Purcărescu (2017 -)

## Galați
- Cosmin Păun [17]
- Paul Florea [18]
- Emanoil Bocăneanu (12 mai 2012 -)
- Dorin Otrocol (decembrie 2017 -)
- Ioan-Gabriel Avrămescu (10 decembrie 2019 -)

## Giurgiu
- Lucian Dumitru
- Nina Carmen Crișu (aprilie 2012 -)
- Aneta Matei (10 decembrie 2019 -)

## Gorj
- Ion Cristinel Rujan

## Harghita
- Mircea Dușa (2001 - 2004)
- Ladányi László -Zsolt
- Augusta-Cristina Urzică (12 mai 2012 -)
- Jean-Adrian Andrei ()

## Hunedoara
- Fabius-Tiberiu Kiszely (aprilie 2017 -)
- Vasilică Potecă (10 decembrie 2019 -)

## Ialomița
- Petre Gigi ()
- Tonița Manea ()

## Iași
| Prefect Nr. | Nume                                        | Mandat             | Mandat            | Partid          | Guvern       |
| ----------- | ------------------------------------------- | ------------------ | ----------------- | --------------- | ------------ |
| 1           | Dan Gâlea (08.08.1948- 30.07.2008)          | 26 iulie 1990      | 6 septembrie 1996 | FSN/ FDSN/ PDSR | Roman II     |
| 1           | Dan Gâlea (08.08.1948- 30.07.2008)          | 26 iulie 1990      | 6 septembrie 1996 | FSN/ FDSN/ PDSR | Roman III    |
| 1           | Dan Gâlea (08.08.1948- 30.07.2008)          | 26 iulie 1990      | 6 septembrie 1996 | FSN/ FDSN/ PDSR | Stolojan     |
| 1           | Dan Gâlea (08.08.1948- 30.07.2008)          | 26 iulie 1990      | 6 septembrie 1996 | FSN/ FDSN/ PDSR | Văcăroiu     |
| 2           | Lucian Flaișer                              | 6 sept. 1996       | 9 dec. 1996       | PDSR            |              |
| 3           | Florin Vitan (12.10.1948- 22.12.2020)       | 28 decembrie 1996  | 11 ianuarie 2001  | CDR             | Ciorbea      |
| 3           | Florin Vitan (12.10.1948- 22.12.2020)       | 28 decembrie 1996  | 11 ianuarie 2001  | CDR             | Vasile       |
| 3           | Florin Vitan (12.10.1948- 22.12.2020)       | 28 decembrie 1996  | 11 ianuarie 2001  | CDR             | Isărescu     |
| 4           | Corneliu Rusu Banu (31.01.1938- 14.08.2019) | 11 ianuarie 2001   | 22 august 2002    | PSD             | Năstase      |
| 5           | Neculai Apostol                             | 22 august 2002     | 17 iulie 2003     | PSD             | Năstase      |
| 6           | Ioan Avarvarei                              | 17 iulie 2003      | 18 martie 2004    | PSD             | Năstase      |
| 7           | Spiridon Crețu                              | 18 martie 2004     | 6 ianuarie 2005   | PSD             | Năstase      |
| 8           | Vasile Radu Prisăcaru                       | 7 ianuarie 2005    | 6 septembrie 2006 | D.A./ PNL       | Tăriceanu I  |
| 9           | Nicușor Păduraru                            | 20 septembrie 2006 | 21 februarie 2008 | D.A./ PNL       | Tăriceanu I  |
| 9           | Nicușor Păduraru                            | 20 septembrie 2006 | 21 februarie 2008 | PNL             | Tăriceanu II |
| 10          | Marius Bodea                                | 21 februarie 2008  | 23 ianuarie 2009  | PNL             | Tăriceanu II |
| 11          | Victorel Lupu                               | 23 ianuarie 2009   | 1 octombrie 2009  | PSD             | Boc I        |
| 12          | Sava Dragomir Tomașeschi                    | 2 octombrie 2009   | 10 mai 2012       | PD-L            | Boc II       |
| 12          | Sava Dragomir Tomașeschi                    | 2 octombrie 2009   | 10 mai 2012       | PD-L            | Ungureanu    |
| 13          | Marian Bosianu                              | 12 mai 2012        | 20 iunie 2012     | USL/ PSD        | Ponta I      |
| 14          | Romeo Olteanu                               | 20 iunie 2012      | 20 august 2014    | USL/ PSD        | Ponta I      |
| 14          | Romeo Olteanu                               | 20 iunie 2012      | 20 august 2014    | USL/ PSD        | Ponta II     |
| 14          | Romeo Olteanu                               | 20 iunie 2012      | 20 august 2014    | USL/ PSD        | Ponta III    |
| 15          | Dan Cârlan                                  | 1 septembrie 2014  | 4 ianuarie 2016   | USL/ PSD        |              |
| 15          | Dan Cârlan                                  | 1 septembrie 2014  | 4 ianuarie 2016   | USL/ PSD        | Ponta IV     |
| 15          | Dan Cârlan                                  | 1 septembrie 2014  | 4 ianuarie 2016   | USL/ PSD        | Cioloș       |
| 16          | Marian Grigoraș                             | 18 februarie 2016  | 3 aprilie 2017    | PNL             |              |
| 16          | Marian Grigoraș                             | 18 februarie 2016  | 3 aprilie 2017    | PNL             | Grindeanu    |
| 17          | Marian Șerbescu                             | 5 aprilie 2017     | 9 decembrie 2019  | PSD             |              |
| 17          | Marian Șerbescu                             | 5 aprilie 2017     | 9 decembrie 2019  | PSD             | Tudose       |
| 17          | Marian Șerbescu                             | 5 aprilie 2017     | 9 decembrie 2019  | PSD             | Dăncilă      |
| (16)        | Marian Grigoraș                             | 10 decembrie 2019  | 5 ianuarie 2022   | PNL             | Orban I      |
| (16)        | Marian Grigoraș                             | 10 decembrie 2019  | 5 ianuarie 2022   | PNL             | Orban II     |
| (16)        | Marian Grigoraș                             | 10 decembrie 2019  | 5 ianuarie 2022   | PNL             | Cîțu         |
| 18          | Bogdan Cojocaru                             | 5 ianuarie 2022    | 12 aprilie 2024   | PSD             |              |
| 18          | Bogdan Cojocaru                             | 5 ianuarie 2022    | 12 aprilie 2024   | PSD             | Ciucă        |
| 18          | Bogdan Cojocaru                             | 5 ianuarie 2022    | 12 aprilie 2024   | PSD             | Ciolacu (1)  |
| 19          | Felix Guzgă                                 | 12 aprilie 2024    | prezent           | PSD             |              |
| 19          | Felix Guzgă                                 | 12 aprilie 2024    | prezent           | PSD             | Ciolacu (1)  |

## Ilfov
- Lucian Dumitriu (1996 - 1997)
- Alexandru Vaida (1997 - 2000)
- Dumitru Tătaru (2001 - 2002)
- Teodor Filipescu (2002 - 2004)
- Marian Petrache (2005 - 2006)
- Nicolae Jecu (2006 - 2009)
- Valentin Delcea (2009 - 2010)
- Dan Baranga (2010 - 2012)
- Florentina Pencea (12 mai 2012 -7 decembrie 2013)
- Speranța Cliseru (2013 - 2014)
- Dan Rășică (2014 - 2015)
- Adrian Petcu (2015 - 2017)
- Marius-Cristian Ghincea (2017 - 2019)
- Mihai-Sandu Niță (7 decembrie 2019-8 decembrie 2019)
- Daniel Tudorel Zamfir (8 decembrie 2019 - 4 Ianuarie 2022)
- Neculae Simona (5 Ianuarie 2022 - prezent)

## Maramureș
- Sandu Pocol
- Sorin Rednic (12 mai 2012 - 1  august 2017)
- Vasile Moldovan (1 august 2017 - 2019)
- Nicolae-Silviu Ungur (2019 - 31 ianuarie 2021)
- Vlad Duruș (2 februarie 2021 - ?)

## Mehedinți
- Ion Mîțu
- Nicolae Drăghiea (12 mai 2012 - 2016; ianuarie 2017 -)
- Cristinel Pavel (7 decembrie 2019 -)

## Mureș
- 1990 - 1992: Vasile Urdea[28]
- 1992: Ileana Filipescu[28]
- 1992 - 1995: Ioan Racolța[28]
- 1995 - 1996: Gavril Țîru[28]
- 1996: Ovidiu Natea[28]
- 1996 - 2000: Dorin Florea[28]
- 2000 - 2001: Carmen Vamanu[28]
- 2001 - 2003: Ioan Togănel[28]
- 2003 - 2004: Ovidiu Natea[28]
- 2005 - 2008: Ciprian Dobre[28]
- 2008 - 2009: Felicia Pop[28]
- 2009 - 2012: Pașcan Emil-Marius[28]
- 2012: Valentin Bretfelean[28]
- 2012: Alexandru Petru Frătean[28]
- 2012 - 2014: Corneliu Grosu[28]
- 2014: Vasile Liviu Oprea[28]
- 2014 - 2018: Lucian Goga[28]
- 2018 - 2020: Mircea Dușa[28]
- 2020 - 2023: Mara Togănel
- 2023-2024 Ciprian Dobre[29]
- 2024-2025 Ovidiu Butuc
- 7 martie 2025 Barabási Antal Szabolcs

## Olt

### 1859-1950
1. Toma TĂRTĂȘESCU (1859 februarie 14 – mai 27)
2. Costache BĂLEANU (1859 mai 27 – decembrie 1)
3. Radian BOICEA 1860 decembrie 1 – 1861 iulie 23.
4. Costică VĂLEANU 1861 iulie 23 – 1862 aprilie.
5. Vasile GÂRLEȘTEANU 1862 aprilie – august 12.
6. Costache RIZESCU 1862 august 12 – 1863 august 21.
7. Costache MANU 1863 august 21 – 1867 iulie 17.
8. Mihai SLĂVESCU 1867 iulie 17 – 1868 mai 16.
9. C.TĂRTĂȘESCU 1868 mai 16 – 1869 februarie 4.
10. Anton SĂULESCU 1869 februarie 4 – 1870 august 10.
11. Grigore FĂLCOIANU
  1. 1870 august 10 – 1871 februarie 9.
  2. 1871 martie 19 – 1872 noiembrie 1.
12. D. TITULESCU 1871 februarie 9 – martie 19.
13. T. SOCOLESCU
  1. 1872 noiembrie 1 – 1876 mai 22.
  2. 1891 martie 1 – iulie 19.
14. I.URLĂȚEANU 1876 mai 22 – 1877 ianuarie 10.
15. Constantin C. DELEANU
  1. 1877 ianuarie 10 – februarie 22.
  2. 1878 aprilie 22 – 1882 iunie 25.
  3. 1886 mai 5 – 1888 aprilie 15.
16. Ion FURDUESCU
  1. 1877 februarie 22 – iunie 9.
  2. 1877 iunie 28 – iulie 25.
17. V. MISIR 1877 iunie 9 – iunie 28.
18. Apostol ARICESCU 1877 iulie 25 – 1878 aprilie 22.
19. Anton SUCIU 1882 iunie 25 – 1883 iulie 7.
20. Alexandru CHIRCULESCU 1883 iulie 7 – 1885 aprilie 24.
21. I. PALADI 1885 aprilie 24 – 1886 mai 5.
22. Constantin COLIBĂȘANU
  1. 1888 aprilie 15 – 1889 august 21.
  2. 1895 august 25 – octombrie 7.
  3. 1899 aprilie 15 – iunie 15
23. Constantin Ilie NICULESCU DOROBANȚU 1889 august 21 – 1890 aprilie 5.
24. Grigore LEHLIU 1890 aprilie 5 – 1891 februarie 12.
25. I. POLIHRON 1891 februarie 12 – martie 1.
26. I.C.ROBESCU 1891 iulie 19 – decembrie 21.
27. M. MĂNCIULESCU 1891 decembrie 21 – 1893 noiembrie 16.
28. C. SĂVOIU 1893 noiembrie 16 – 1894 iunie 18.
29. G. ARGHIROPOL 1894 iunie 18 – 1895 august 25.
30. Alexandru STĂNCESCU , dr. 1895 octombrie 7 – 1899 aprilie 15.
31. I. DUMITRESCU 1899 iunie 15 – 1900 aprilie 4.
32. Alexandru VARLAM 1900 aprilie 4 – august 23.
33. M. MĂRĂSCU 1900 august 23 – 1901 aprilie 1. Numit prin D.R. 3299 din 1900 aug. 23 în locul lui Al. Varlam, transferat la Muscel
34. Petre N. SLĂVESCU 1901 aprilie 1 – 1905 aprilie 1.
35. Constantin MUNTEANU 1904 decembrie 24 – 1907 februarie 10 Numit prin D.R. 3339 din 1904 dec. 24 în locul lui Petre Slăvescu, demisionat.
36. Constantin D. ANGHEL 1907 martie 13 / 26 – 1908 iunie 30  Numit de min. de Int., Ion I.C. Brătianu în 1907 mart. 13 / 26
37. Ștefan VASILE 1908 iunie 30 – 1910 decembrie 29 Numit prin D.R. 2068 din 1908 − Demisionat 1910 dec. 29
38. C.ȘTEFĂNESCU - ZĂNOAGĂ
  1. 1910 decembrie 29 – 1914 ianuarie 5. Numit prin D.R. 4031 din 1910 − Demisionat: 1914 ian. 5
  2. 1918 aprilie 24 – octombrie 28. Numit prin D.R. 920 din 1918 − Lăsat în disponibilitate .
39. Alexandru GHIRGIU Notă: Din 1903 august 1, ca director al Prefecturii a deținut interimar funcția pe perioada concediului prefectului cfr. J.C.M. 694 din 1903 iul 30 - 1914 ianuarie 5 – 1918 aprilie 24. Numit prin D.R. 72 din 1914  − Demisionat: 1918 apr. 24.
40. Eugeniu COLIBĂȘEANU 1918 noiembrie 1 – decembrie 5. Numit prin D.R. 3212 din 1918 − Demisionat: 1918 dec. 5
41. Vasile ALIMĂNEȘTEANU
  1. 1918 decembrie 5 – 1919 octombrie 6. Numit prin D.R. 3564 din 1918 dec. 5 − Demisionat: 1919 oct. 6
  2. 1922 ianuarie 21 – 1926 martie 31. Numit prin D.R. 326 din 1922 - ian. 21 –Demisionat
42. G.JITEANU - 
  1. 1919 octombrie 6 –decembrie 31. Col. Delegat prin D.R. 4232 din 1919 oct. 6.
  2. 1920 martie 15 – octombrie 21. Col., comand. Regim. 1 Artilerie Grea. Delegat prin D.R. 1142 din 1920.− Încetat delegația în 1920 oct. 21.
43. Marin ILINCA
  1. 1919 decembrie 31 – 1920 martie 14. Numit prin D.R. 5464 din 1919 dec. 31 – Demisionat: 1920 mart. 14.
  2. 1933 februarie 6 – noiembrie 13.Avocat. Numit în locul lui N. Diaconescu (2), demisionat, prin D.R. 212 din 1933 feb. 6 – Demisionat.
44. Gheorghe KITZULESCU, dr. 
  1. 1920 octombrie 21 – 1921 aprilie 1. Medic șef la Spitalul Slatina. Delegat prin D.R. 4228 din 1920 oct. 21 – Încetat delgația în 1921 apr. 1
  2. 1926 martie 31 – iunie 5. Numit prin D.R. 1719 din 1926 apr. 31 în locul liberalului Vasile Alimăneșteanu, demisionat. – Demisionat [M.I., 1934, dos. 2, f. 46 cu mențiunea „de 2 ori prefect”].
45. Dimitre CRISTEA 1921 noiembrie 9 – decembrie 22. Numit prin D.R. 4531 din 1921 nov. 9 – Demisionat.
46. Romulus GEOROCEANU 1921 decembrie 24 – 1922 ianuarie 17. Numit prin D.R. 5402 din 1921 dec. 24 –Demisionat.
47. Mihail H. COMĂNEANU
  1. 1921 aprilie 1 – noiembrie 9.Numit prin D.R. 1011 din 1921 apr. 1 [M.I., 1934, dos. 2, f. 46 unde numele e transcris: Mihail H. Comănescu ; A.J.O. , 1924, p. 36]. – Numit inspector gen. administrativ din 1921 nov. 9.
  2. 1927 iunie 24 – octombrie 28. Fost prefect de Olt. Numit în locul subprefectului (cu delegație) Nicolae Predescu prin D.R. 2148 din 1927 iun. 26 .
  3. 1931 aprilie 24 – 1932 iunie 7. Numit cu delegație prin D.R. 1394 din 1931 apr. 24, demisionat în 1932 iun. 7.
48. Cicero GORCIU 1927 octombrie 28– 1928 noiembrie 10. Avocat. Numit prin D.R. 3103 din 1927 oct. 28 în locul lui Mihail Comăneanu, demisionat – Demisionat în 1928.
49. Nicolae DIACONESCU
  1. 1928 noiembrie 13 – 1931 aprilie 16. Prof. Fost prefect. Numit prin D.R. 2787 din 1928 nov. 13 – Demisionat în 1931 apr. 16
  2. 1932 iunie 8 – 1933 februarie 6. Numit prin D.R. 1925 din 1932 iun. 8  – Demisionat în 1933 feb. 6.
50. Niculae RĂDUCANU - POPESCU 1933 noiembrie 15 – 1936 martie 1. Fost prefect. Numit prin D.R. 2942 din 1933 nov. 15 – Pensionat în 1936 mart. 1
51. Constantin OSICEANU 1936 martie 1 – 1937 decembrie 28. Avocat. Fost magistrat. Numit în locul lui N. Răducanu - Popescu, pensionat, prin D.R. 327 din 1936 feb. 28 –Demisionat în 1937 dec. 28
52. Zenobie VOICULESCU 1937 decembrie 30 – 1938 februarie 10. Numit prin D.R. 4333 din 1937 dec. 30 – Demisionat* în 1938 feb.10
53. Mihail LASCĂR 1938 februarie 10 – decembrie 5.Col. Numit de min. de Int., Armand Călinescu, prin D.M. 4623 - P din 1938 feb. 10 – Încetat delegația în 1938 dec. 5.
54. Constantin IULIAN 1938 decembrie 5 – 1939 martie 22. Col. Delegat prefect prin D.R. 29072 din 1938 dec. 5 –Încetat delegație în 1939 mart. 22 .
55. Mihail LISIEVICI 1939 martie 22 – aprilie 25.Lt. col. Numit prin D. 3439 - Pdin 1939 mart. 22. – Încetat delegație în 1939 apr. 25
56. Emil BROȘTEANU 1939 aprilie 25 – 1940 august 17. Col. Numit prin D. 4864 - P din 1939 apr. 25  – Încetat delegație în 1940 aug. 17
57. Ioan N. BELU 1940 august 17 – septembrie 20. Numit prin D. 9683 - P din 1940 aug. 17  – Încetat delegație în 1940 sept. 20
58. Victor GEORGESCU 1940 septembrie 20 – septembrie 27. Avocat. Numit prin D. al Conducătorului Statului 3201 din 1940 sept. 20  – „Ieșit din funcțiune” în 1940 sept. 27
59. Nicolae RUNCANU. 1940 septembrie 27 – 1941 ianuarie 21.Avocat. Numit prin D. 3266 din 1940 sept. 27 în locul lui Victor Georgescu  – Înlocuit în 1941 ian. 21 .
60. Andrei NASTA 1941 ianuarie 21 - 30.Col. Delegat prin Ordinul 1258 din 1941 ian. 21 .– Încetat delegația în 1941 ian. 30 .
61. Ioan C. ZĂNESCU 1941 ianuarie 30 – iulie 14. Col. Numit prin D. 168 din 1941 ian. 31 − Încetat delegația în 1941 ian. 30. Mutat la jud. Tutova.
62. Gheorghe PETRESCU 
  1. 1941 iulie 14– 1942 august 20. Col. Numit prin D.R. 2045 din 1941 iul. 14 în locul col. Ion C. Zănescu, mutat la jud. Tutova .
  2. 1942 august 20 – 1943 mai 1. Col. (r.). Numit prin D. 2439 din 1942 aug. 20. – Înaintat inspector gen. administrativ în 1943 mai 1.
63. Dumitru EFTIMESCU 1943 mai 1–iunie 1.Col. (r.). Numit prin D. 1105 din 1943 mai 1. – Din 1943 iun. 1 transferat ca prefect de Prahova.
64. Cicerone DOBROTESCU 1943 iunie 1 – 1944 august 30. Gen. (r.). Numit prin D. 1460 din 1943 iun. 1.–Încetat funcția de prefect în 1944 aug. 30.
65. Victor E. MĂESCU 1944 august 30 – 1945 ianuarie 19.Col. (r.). Repartizat prin D. 12337 din 1944 aug. 30 –Îi încetează repartiția în 1945 ian. 19.
66. Dionisie SOCOL Notă: A condus prefectura în timpul concediului de 30 de zile al prefectului cfr. J.C.M. 9269 din 1944 . 1945 ianuarie 19 – martie 13 .Subprefect de Olt. Delegat prefect prin D. 2360 8 din 1945 ian. 19. – Încetat delegație în 1945 mart. 13.
67. Ion A. TOMESCU 1945 martie 19 – 1946 februarie 27.Numit prin D. 782 din 1945 mart. 19. – Demisionat cfr.D. 639 din 1946 feb. 27.
68. Ioan HURMUZ 1946 februarie 27 – 1947 ianuarie 17. Avocat. Numit prin D.R. 640 din 1946 feb. 27. – Demisionat cfr. D. 31 din 1947 ian. 17.
69. Ion CÂRSTOCEA 1946 decembrie 30 – 1948 martie 12. Subprefect. Delegat prefect prin D. 46889 din 1946 dec. 30. – Încetat delegație prin D. 527 din 1948 mart. 12.
70. Stan ARSENE 1948 martie 12 –1950 martie. Numit prin D. 527 din 1948 mart. 12 [30]

### 1951-2014
1. Leonid Mosiu
2. Eugen Ionică (12 mai 2012 - 6 septembrie 2013)
3. Cătălin Rotea (7 septembrie 2013 - 12 martie 2014) [31][32][33][34]

### 2015-Prezent
- Angela Nicolae (-)
- Florin-Constantin Homorean (13 decembrie 2019 -)
- Mario de Mezzo
- Nicolae Ștefan

## Prahova
- Adrian Dobre (? - 29 martie 2012)[35]
- Adrian Emanuil Semcu
- Marius Sersea (12 mai 2012 -)
- Ioana Mădălina Lupea (12 ianuarie 2017 -)
- Cristian Ionescu ()

## Satu Mare
- Cristian Sasu
- Eugeniu Avram (12 mai 2012 -)
- Radu Bud ()

## Sălaj
- Florin Florian ()
- Virgil Țurcaș ()

## Sibiu
Prefecții Județului Sibiu din Perioada Interbelică
- Nicolae Comșa (ianuarie 1919- decembrie 1921)

- Eugen Piso (ianuarie 1922- februarie 1922)

- Ioan Henteș (martie 1922- iulie 1922)

- Anastasiu Boiu (august 1922- martie 1926)

- Nicolae Comșa (aprilie 1926- iunie 1927)

- Nicolae Regman (iunie 1927- noiembrie 1928)

- Coriolan Ștefan (noiembrie 1928- aprilie 1930)

- Gheorghe Moga (aprilie 1930- aprilie 1931)

- Dumitru Borcea (mai 1931- decembrie 1931)

- Coriolan Ștefan (ianuarie 1932- decembrie- 1933)

- Nicolae Regman (ianuarie 1934- decembrie 1937)

- M. Camarașu (februarie 1938- iunie 1939)

- Dumitru Tocineanu (iulie 1939- septembrie 1940)

- Ioan Fleșeriu (octombrie 1940- aprilie 1941)

- Darie Radulescu ( mai 1941- aprilie 1942)

- Vasile C. Mihailescu (iunie 1942- mai 1943)

- Constantin Negoescu ( iunie 1943- septembrie 1944)

- Gheorghe Lipovan (octombrie 1944- aprilie 1945)

- Ștefan Cleja (mai 1945- octombrie 1946)

- Aurel N. Mocanu( noiembrie 1946- decembrie 1948)

Prefecții Județului Sibiu după 1989
- Nicolae Nan (ianuarie 1990- ianuarie 1993)

- Traian Muntean (ianuarie 1993- septembrie 1996)

- Ioan Cindrea (septembrie 1996- decembrie 1996)

- Tiberiu Costachescu (decembrie 1996- iulie 1997)

- Ioan Virgil Ispas (iulie 1997- aprilie 1998)

- Nicolae Dorin Parvu (aprilie 1998- decembrie 1998)

- Ion Popescu (decembrie 1998- martie 2000)

- Lucian Calin ( martie 2000- ianuarie 2001)

- Mircea Lup (ianuarie 2001- ianuarie 2005)
- Ion Ariton [36]  (ianuarie 2005- decembrie 2007)

- Ilie Dumitru Haralambie Mitea (decembrie 2007- februarie 2009)

- Ion Ariton (februarie 2009- martie 2009)

- Constantin Trihenea (martie 2009- decembrie 2010)
- Horațiu Răcuciu (decembrie 2010- )

- Rareș Macrea (aprilie 2012- )
- Ovidiu Sitterli (12 mai 2012 -)
- Roman Cristian Vasile
- Radu Lucian
- Adela Muntean
- Maria Minea (august 2019 -)
- Mircea-Dorin Crețu ( martie 2020- prezent)

## Suceava
| Prefect Nr. | Nume                     | Mandat            | Mandat            | Partid     | Guvern       |
| ----------- | ------------------------ | ----------------- | ----------------- | ---------- | ------------ |
| 1           | Daniel Catargiu          | 19 iulie 1990     | 9 ianuarie 1993   | FSN        | Roman II     |
| 1           | Daniel Catargiu          | 19 iulie 1990     | 9 ianuarie 1993   | FSN        | Roman III    |
| 1           | Daniel Catargiu          | 19 iulie 1990     | 9 ianuarie 1993   | FSN        | Stolojan     |
| 2           | Ioan Băncescu            | 9 ianuarie 1993   | 23 decembrie 1996 | FDSN/ PDSR | Văcăroiu     |
| 3           | Vasile Ilie              | 23 decembrie 1996 | 11 ianuarie 2001  | PD         | Ciorbea      |
| 3           | Vasile Ilie              | 23 decembrie 1996 | 11 ianuarie 2001  | PD         | Vasile       |
| 3           | Vasile Ilie              | 23 decembrie 1996 | 11 ianuarie 2001  | PD         | Isărescu     |
| 4           | Ioan Cușnir              | 11 ianuarie 2001  | 7 ianuarie 2005   | PSD        | Năstase      |
| 5           | Orest Onofrei            | 7 ianuarie 2005   | 14 aprilie 2008   | D.A./ PD   | Tăriceanu I  |
| 6           | Ștefan Alexandru Băișanu | 14 aprilie 2008   | 20 octombrie 2008 | PNL        | Tăriceanu II |
| 7           | Ovidiu Doroftei          | 20 octombrie 2008 | 13 februarie 2009 | PNL        | Tăriceanu II |
| 8           | Sorin Popescu            | 13 februarie 2009 | 12 mai 2012       | PD-L       | Boc I        |
| 8           | Sorin Popescu            | 13 februarie 2009 | 12 mai 2012       | PD-L       | Boc II       |
| 8           | Sorin Popescu            | 13 februarie 2009 | 12 mai 2012       | PD-L       | Ungureanu    |
| 9           | Florin Sinescu           | 12 mai 2012       | 3 aprilie 2015    | USL/ PSD   | Ponta I      |
| 9           | Florin Sinescu           | 12 mai 2012       | 3 aprilie 2015    | USL/ PSD   | Ponta II     |
| 9           | Florin Sinescu           | 12 mai 2012       | 3 aprilie 2015    | USL/ PSD   | Ponta III    |
| 9           | Florin Sinescu           | 12 mai 2012       | 3 aprilie 2015    | USL/ PSD   | Ponta IV     |
| 10          | Constantin Harasim       | 3 aprilie 2015    | 8 martie 2017     | PSD        |              |
| 10          | Constantin Harasim       | 3 aprilie 2015    | 8 martie 2017     | PSD        | Cioloș       |
| 11          | Mirela Adomnicăi         | 8 martie 2017     | 28 noiembrie 2019 | PSD        | Grindeanu    |
| 11          | Mirela Adomnicăi         | 8 martie 2017     | 28 noiembrie 2019 | PSD        | Tudose       |
| 11          | Mirela Adomnicăi         | 8 martie 2017     | 28 noiembrie 2019 | PSD        | Dăncilă      |
| 12          | Alexandru Moldovan       | 6 decembrie 2019  | 4 martie 2021     | PNL        | Orban I      |
| 12          | Alexandru Moldovan       | 6 decembrie 2019  | 4 martie 2021     | PNL        | Orban II     |
| 13          | Iulian Cimpoeșu          | 4 martie 2021     | 9 septembrie 2021 | USR-PLUS   |              |
| 13          | Iulian Cimpoeșu          | 4 martie 2021     | 9 septembrie 2021 | USR-PLUS   | Cîțu         |
| (12)        | Alexandru Moldovan       | 25 octombrie 2021 | prezent           | PNL        |              |
| (12)        | Alexandru Moldovan       | 25 octombrie 2021 | prezent           | PNL        | Ciucă        |
| (12)        | Alexandru Moldovan       | 25 octombrie 2021 | prezent           | PNL        | Ciolacu (1)  |

## Teleorman
- Zorinel Niculcea (12 mai 2012 -)
- Florinel Dumitrescu (9 martie 2017 -)
- Liviu Dumitrașcu (10 decembrie 2019 -)

## Timiș
- Ovidiu Drăgănescu [37]
- Mircea Băcală (3 august 2009 -) [38]
- Eva-Georgeta Andreaș ()
- Liliana Oneț ()

## Tulcea
- Vasile Gudu
- Lucian Simion (12 mai 2012 -)
- Lucian Furdui (aprilie 2017 -)
- Alexandru–Cristian Iordan ()

## Vaslui
- Levente Szekely
- Radu Renga (12 mai 2012 -)
- Eduard Popica (- 12 noiembrie 2019)
- Mircea Gologan (- 10 decembrie 2019)
- Onofrei Daniel (Decembrie 2019 -)

## Vâlcea
- Petre Ungureanu
- Mircea Nadolu (12 mai 2012 -)
- Florian Marin ()
- Tiberiu Costea (18 decembrie 2019 -)

## Vrancea
- Ticu Costandache (3 iunie 2019 -)
- Gheorghiță Berbece (10 decembrie 2019 -)